# John Tschogl
John Mark Tschogl (nacido el 25 de abril de 1950 en Chula Vista, California) es un exjugador de baloncesto estadounidense que jugó tres temporadas en la NBA. Con 1,98 metros de estatura, lo hacía en la posición de alero.

## Trayectoria deportiva

### Universidad
Jugó durante tres temporadas con los Gauchos de la Universidad de California, Santa Bárbara, en las que promedió 15,3 puntos, 8,3 rebotes y 2,4 asistencias por partido. En sus tres últimas temporadas fue incluido en el mejor quinteto de la Big West Conference, siendo uno de los únicos siete jugadores en la historia de la conferencia en ser elegido en tres temporadas.

### Profesional
Fue elegido en la sexagésima posición del Draft de la NBA de 1972 por Golden State Warriors, y también por los Denver Rockets en la decimocuarta ronda del draft de la ABA, pero no fue hasta el mes de febrero cuando firmó como agente libre por los Atlanta Hawks. En su primera temporada en el equipo sólo jugó diez partidos como suplente de Lou Hudson, en los que promedió 3,0 puntos y 2,1 rebotes.
Al año siguiente jugó la temporada completa, pero fue uno de los últimos hombres del banquillo. Acabó la liga promediando 2,0 puntos y 1,2 rebotes por partido. Antes del comienzo de la temporada 1974-75 fue traspasado a los Philadelphia 76ers, con los que dispuso de más minutos, y terminó promediando 3,1 puntos y 2,8 rebotes por encuentro.

## Estadísticas de su carrera en la NBA

### Temporada regular
| Temporada | Edad | Equipo             | Liga | Pos. | P   | TIT | MIN  | TC  | TCA | %TC  | 2P  | 2PA | %2P  | TL  | TLA | %TL  | R.OF. | R.DEF. | REB | ASIS | ROB | TAP | PER | FP  | PTS |
| 1972-73   | 22   | Atlanta Hawks      | NBA  | SF   | 10  |     | 9.4  | 1.4 | 4.0 | .350 | 1.4 | 4.0 | .350 | 0.2 | 0.4 | .500 |       |        | 2.1 | 0.6  |     |     |     | 2.5 | 3.0 |
| 1973-74   | 23   | Atlanta Hawks      | NBA  | SF   | 64  |     | 7.8  | 0.9 | 2.6 | .355 | 0.9 | 2.6 | .355 | 0.2 | 0.3 | .588 | 0.5   | 0.7    | 1.2 | 0.5  | 0.3 | 0.3 |     | 1.1 | 2.0 |
| 1974-75   | 24   | Philadelphia 76ers | NBA  | SF   | 39  |     | 16.0 | 1.4 | 3.8 | .358 | 1.4 | 3.8 | .358 | 0.3 | 0.6 | .591 | 1.3   | 1.5    | 2.8 | 0.8  | 0.6 | 0.6 |     | 2.1 | 3.1 |
| Total     |      |                    | NBA  |      | 113 |     | 10.8 | 1.1 | 3.1 | .356 | 1.1 | 3.1 | .356 | 0.2 | 0.4 | .581 | 0.8   | 1.0    | 1.8 | 0.6  | 0.4 | 0.4 |     | 1.5 | 2.5 |

### Playoffs
| Temporada | Edad | Equipo        | Liga | Pos. | P | TIT | MIN | TC  | TCA | %TC  | 2P  | 2PA | %2P  | TL  | TLA | %TL | R.OF. | R.DEF. | REB | ASIS | ROB | TAP | PER | FP  | PTS |
| 1972-73   | 22   | Atlanta Hawks | NBA  | SF   | 3 |     | 3.7 | 1.7 | 2.7 | .625 | 1.7 | 2.7 | .625 | 0.0 | 0.0 |     |       |        | 1.3 | 0.3  |     |     |     | 0.0 | 3.3 |
| Total     |      |               | NBA  |      | 3 |     | 3.7 | 1.7 | 2.7 | .625 | 1.7 | 2.7 | .625 | 0.0 | 0.0 |     |       |        | 1.3 | 0.3  |     |     |     | 0.0 | 3.3 |